# رومن یباوی
 رومن یباوی (انگلیسی: Roman Jebavý؛ زادهٔ ۱۶ نوامبر ۱۹۸۹) یک تنیس‌باز اهل جمهوری چک است.